# 北朝鮮の個人崇拝

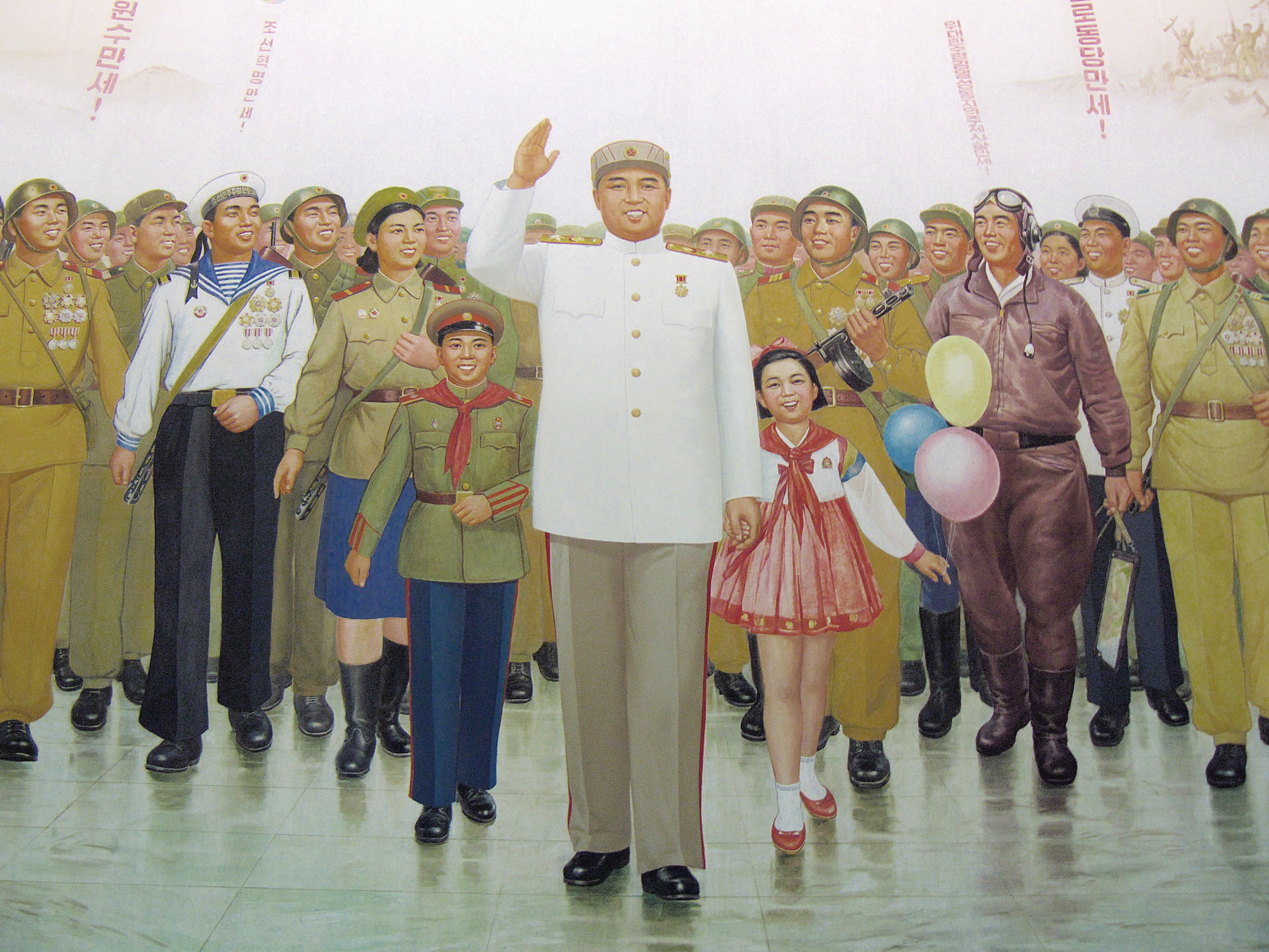
金日成の壁画

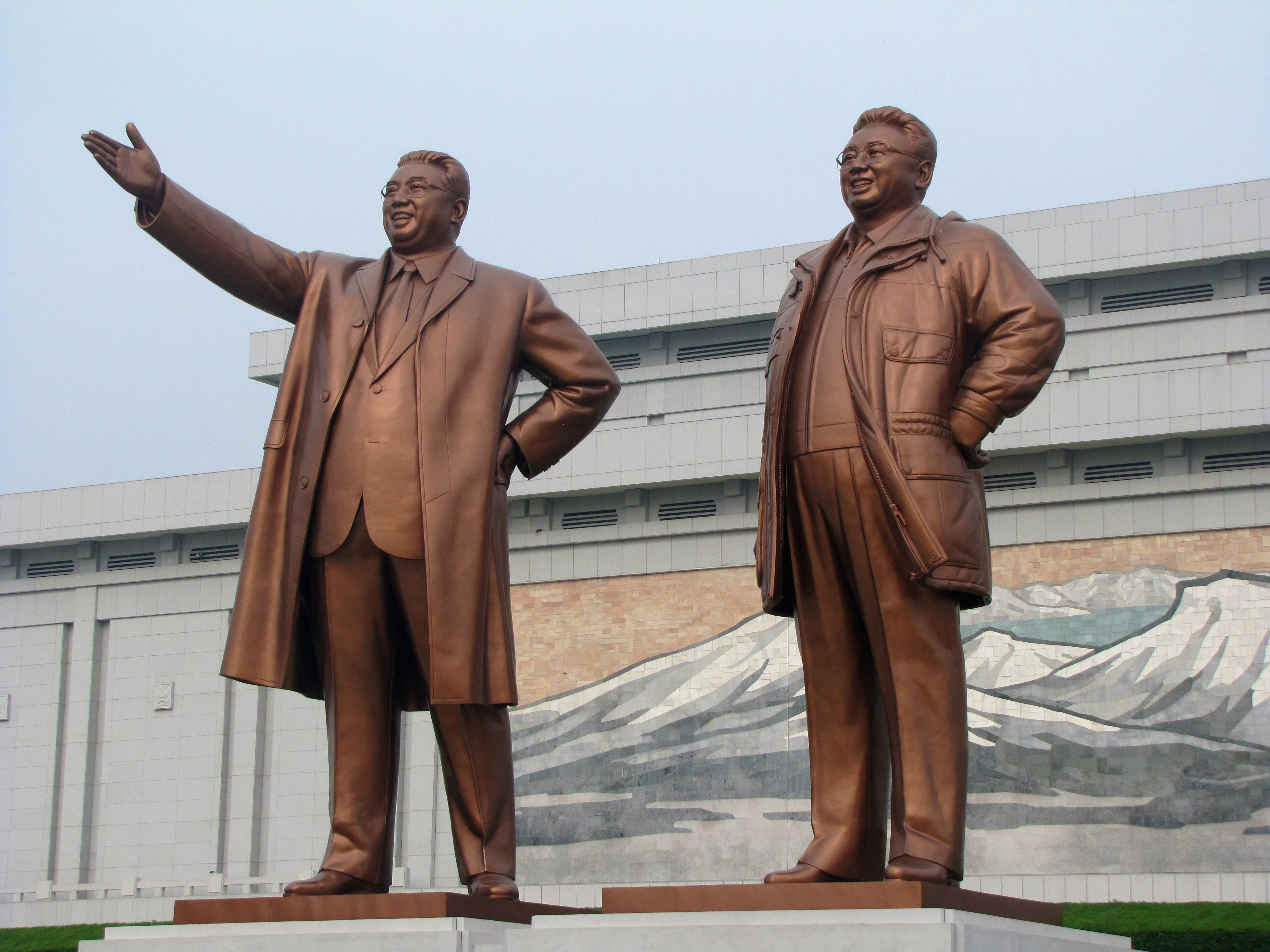
万寿台大記念碑の金日成と金正日の親子像

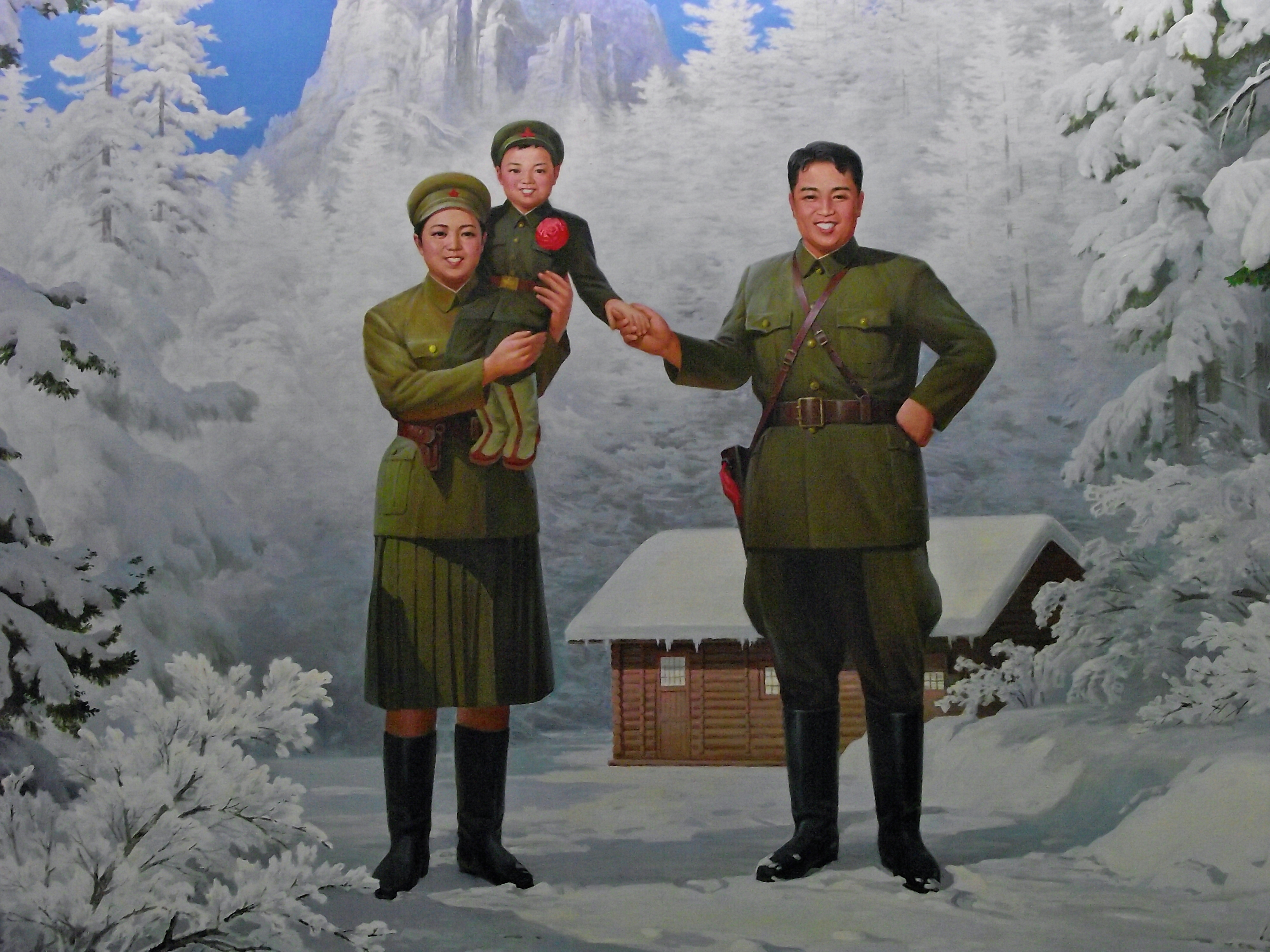
金日成・金正淑・金正日の肖像画

北朝鮮の個人崇拝（きたちょうせんのこじんすうはい）とは、朝鮮民主主義人民共和国（北朝鮮）において国家ぐるみで行われている金日成や金正日などの特定の親族に対する個人崇拝のことである。

## 背景

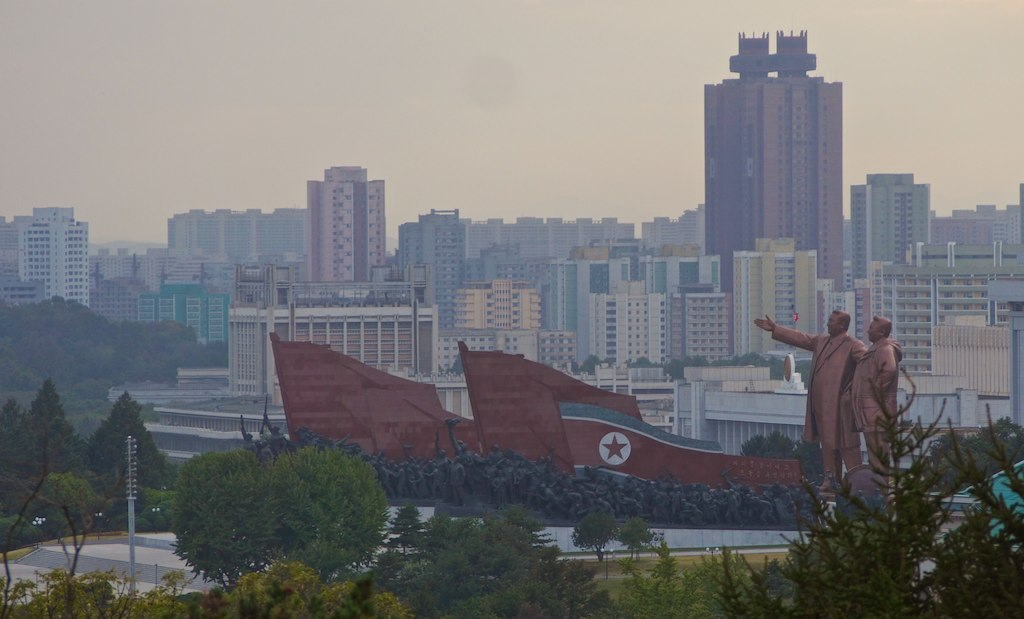
平壌市内の北朝鮮国旗と万寿台の丘にある親子像

最高指導者に対する極端な個人崇拝は、スターリン時代のソ連、ベトナム共産党、中国共産党、ポルポト派、キューバ共産党など、マルクス・レーニン主義をとる国家や政党で共通して見られるが、北朝鮮の場合は特に露骨に行われている。ソビエト連邦の占領統治下でスターリン主義に基づく国家基盤が形成され、初代最高指導者である金日成は建国前（北朝鮮人民委員会）から個人崇拝を行っていたが、この頃の崇拝は、他の社会主義国と変わりの無いものであった。その後、スターリン批判や中ソ対立、朝鮮労働党内（南労党派・延安派・ソ連派・甲山派）の権力闘争といった国内外の情勢の変化を受け、金日成率いる満州派は、権力基盤の強化を円滑に進める為、神格化（個人崇拝の強化）を目的の主眼においた国家の基本的な枠組みとして、主体思想を考案した。また、金日成・金正日・金正恩の3代にわたる金一族による世襲の強調（白頭血統）も特徴であり、通例最高指導者の世襲のない社会主義国においては特異な体制をとっている。
1950年代に黄長燁が考案した主体思想は、まず1967年に朝鮮労働党の指導理念の唯一思想体系となり、次いで1972年に北朝鮮の憲法改正で主体思想が盛り込まれ、1974年に全国民・全組織の行動規範（党の唯一思想体系確立の10大原則）が定められた。これにより、金日成は主体思想を用いて政治のみならず軍事や教育などの幅広い分野において同国の主権を握ることとなった。 そして、1994年の金日成の死後、長男で第2代最高指導者の金正日の執権時には先軍政治を掲げるなど、特に軍事優先の政治を行ってきた。また、第3代最高指導者の金正恩が執権するようになってからは、新たに核兵器開発を主軸とする軍事と経済の両立を図った「並進路線」の政治を志向している。 
なお、北朝鮮の個人崇拝の促進は、国民の貧困や富裕層の買収などにより批判を行う余裕がないこと、幼い頃からの学校での洗脳教育などが要因とされている。

## 実践
北朝鮮国内の駅や学校、強制収容所に至るまでの全ての公共施設、並びに全ての家庭には「太陽像」と呼ばれる金日成と金正日の肖像画を掲げる事が法律で義務付けられており、北朝鮮公民は白頭血統の指導者に対する個人崇拝を日々行なわなければならない。肖像画の配置・清掃に関する規定も細かく定められており、粗雑に扱うことは許されない。

日々の労働や社会活動では、憲法や労働党の規範に優位する10大原則に沿って、「最高指導者の領導」を毎日の生活と行動の指針とすることが義務付けられており、毎週1回行われる生活総和と呼ばれる反省会に出席して、そこで厳しい自己批判を行わなければならない。北朝鮮国民で10大原則を知らない者はなく、労働党員は暗唱できることが必須となっている。これは、祖国帰還事業、よど号事件などの亡命・義挙入北行為、あるいは拉致などによって北朝鮮に入国した日本をはじめとする外国出身者、さらには北朝鮮国外でも例えば在日本朝鮮人総聯合会の会員や、日本国内の朝鮮学校に通う児童・生徒など北朝鮮の体系に準じる教育を受けている子どもに対しても実施される。2017年には、金正恩が新年の辞の中で自己批判的な発言をしており、公式には最高指導者自身も一切例外扱いされないことになっている。最高指導者自身が進んで先祖たる金日成・金正日を敬うという形で徹底的な浸透を図っている。
西側反共陣営からは「強要されている」と記述し激しく非難する向きもある。
金日成・正日親子には「天才の将軍」、「世界一著名な作家」、「人類知識の化身」など凡そ1200個を超える称号が与えられているとされている。
北朝鮮政府はこれらの事実を公式には全て否定しているが、毎年の春祭りで英雄崇拝として北朝鮮国民はそれらを崇拝している。

## 祝祭日
金日成の誕生日（4月15日、太陽節）、金正日の誕生日（2月16日、光明星節）と金正恩の誕生日（1月8日）は祝祭日とされ、学校の生徒たちや子どもたちにはクッキーや飴などのお菓子が配給される。このような西側先進国の子どもたちならば小遣いで購入できる程度のお菓子であっても、北朝鮮においては大変貴重なものとされる。

## 金正淑

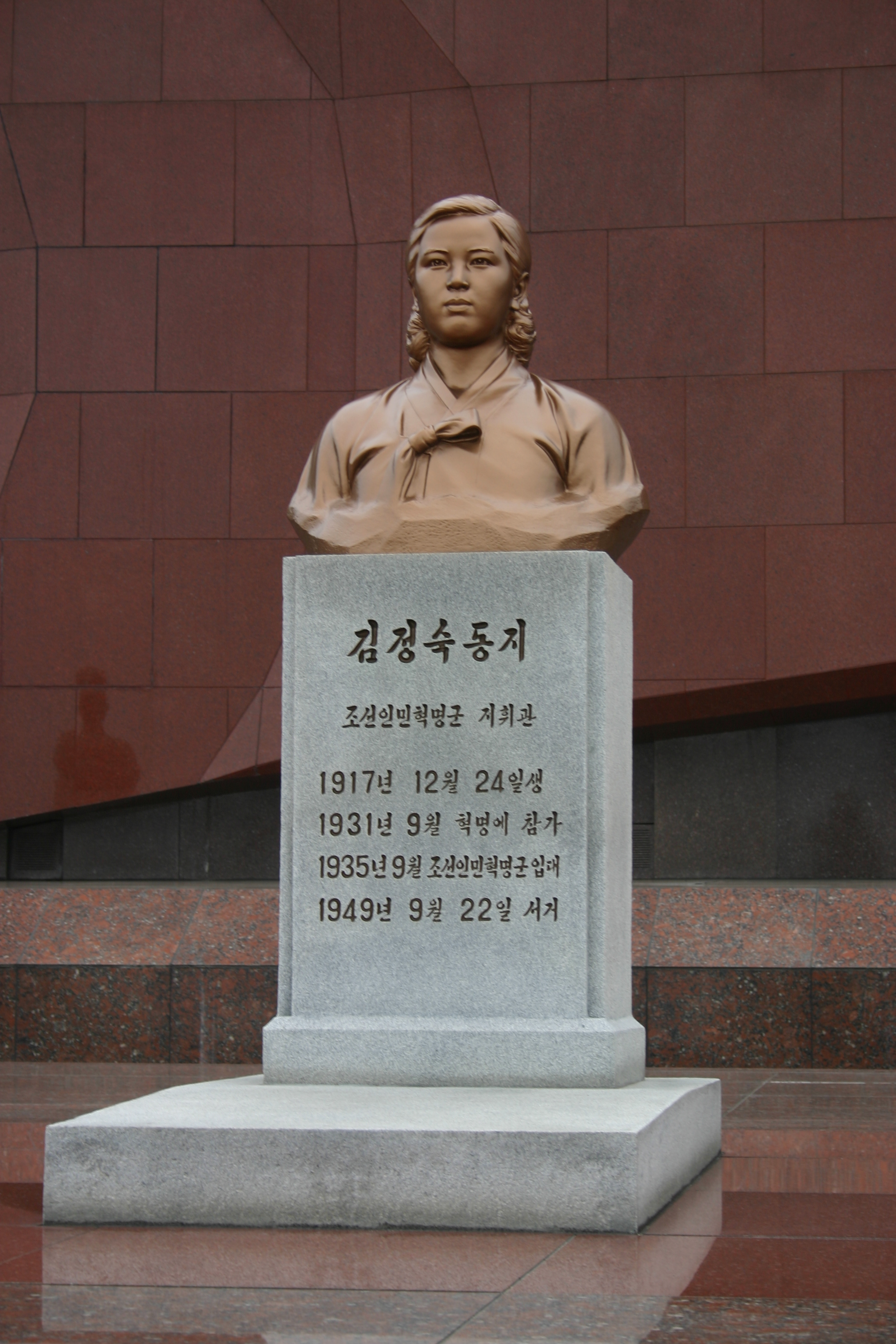
金正淑の墓石、大城山革命烈士陵にて

金日成の妻で金正日の母である金正淑は、北朝鮮政府により偉大な革命的の母親であるとされている。また、朝鮮人の心の中に永遠に生きるとされ、金日成の守り主、反日活動家、卓越した政治家として彼女を讃え、抗日の女性英雄・北朝鮮の英雄として知られており、北朝鮮の「国母」として祀られている。